# Varanus spinulosus
Varanus spinulosus är en ödleart som beskrevs av Mertens 1941. Varanus spinulosus ingår i släktet Varanus och familjen Varanidae. Inga underarter finns listade i Catalogue of Life.
Arten förekommer på Salomonöarna, på Bougainville och på Nya Guinea. Honor lägger ägg. Ödlan är känd från låglandet. Den lever i mangrove och i fuktiga skogar. I magsäcken hittades rester av spindlar, syrsor, skorpioner, skalbaggar (utan flygförmåga) och insekternas larver.
Några individer fångas illegalt och säljs som terrariedjur. Kanske påverkas beståndet av gruvdrift. Hela populationen anses vara stabil. IUCN listar arten som livskraftig (LC).